# Walter Giers
Walter Adolf Giers (10 mei 1937, Mannweiler - 3 april 2016, Schwäbisch Gmünd) was een Duitse licht-, geluids- en mediakunstenaar. Hij is een van de pioniers van de elektronische kunst.

## Leven
Walter Giers werd geboren in Mannweiler. Na een leertijd als staalgraveur werkte hij vanaf 1955 als jazzmuzikant. Van 1959 tot 1963 voltooide hij zijn studie aan de Hogere Technische School voor Edelmetaalhandel in Schwäbisch Gmünd, die hij afrondde met een diploma als industrieel ontwerper. Vanaf 1960 woonde hij in Schwäbisch Gmünd. 
In 1963 richtte hij zijn eigen bureau voor industrieel ontwerp, 'Form und Function', op. In 1992/93 was Giers docent aan de Hochschule für Gestaltung in Karlsruhe en was hij daar als kunstenaar verbonden aan het Zentrum für Kunst- und Medientechnologie (ZKM). 
In 1968 begon hij kunstobjecten te maken op basis van elektronische circuits. Vanaf 1985 ontwikkelde Giers ook verlichtingsconcepten voor steden, sinds 1990 samen met de in 1962 in Backnang geboren ontwerper Berthold Beuthe.
In 2003 ontving hij de Maria Ensle-prijs van de Baden-Württemberg Art Foundation, in 2007 werd hij geëerd met het Kruis van Verdienste van de Bondsrepubliek Duitsland en in 2011 ontving hij de Baden-Württemberg Cultuurprijs van de Volksbanken Raiffeisenbanken en de Stichting Baden-Württemberg.
Walter Giers stierf in 2016, enkele weken voor zijn 79ste verjaardag.

## Werk

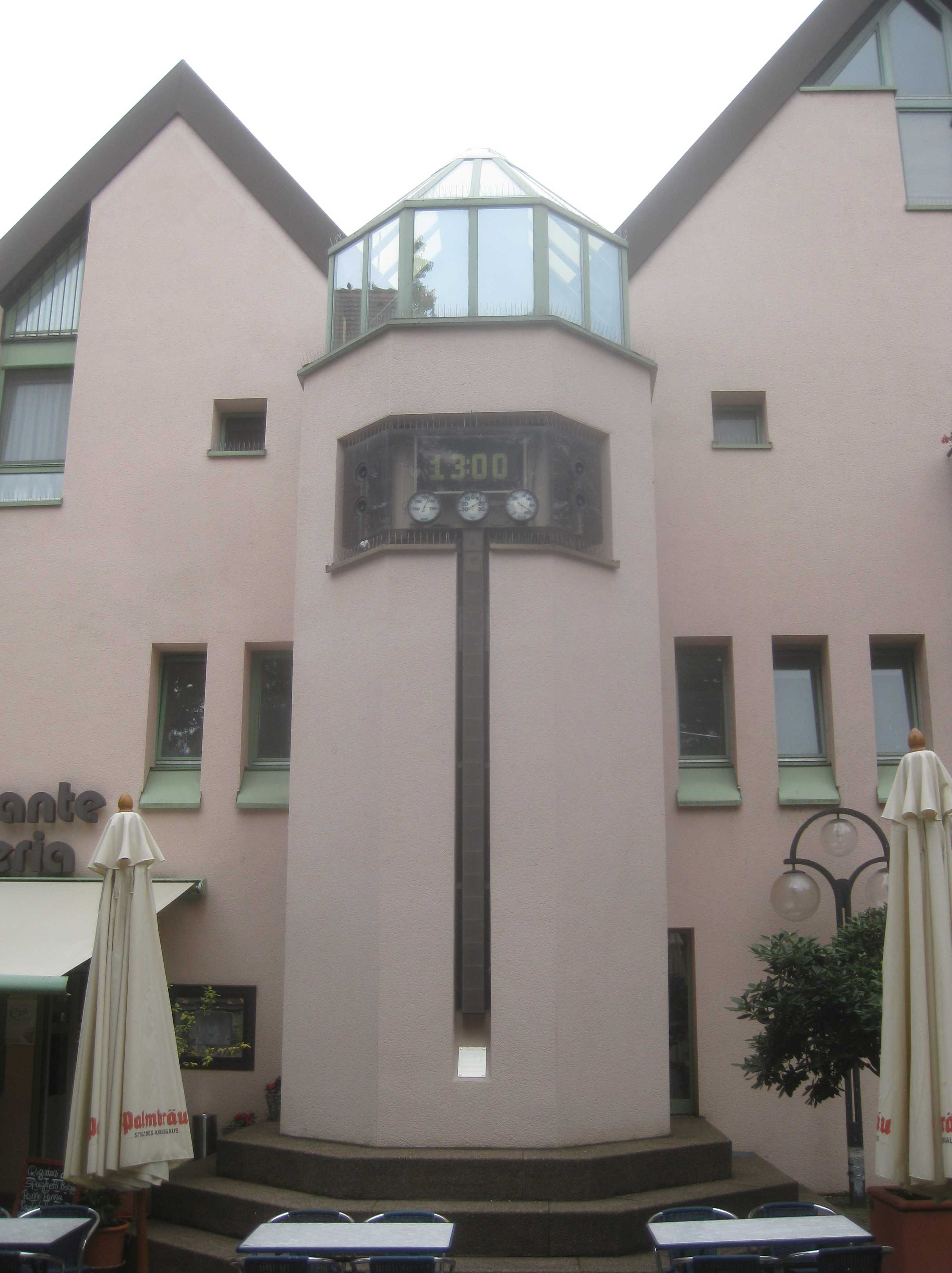
Güglinger Uhr van Walter Giers, elektronische klok met optische en akoestische effecten, 1982/1983, Güglingen, Deutscher Hof.

Giers werkte vooral in de kinetische kunst, maar ook in licht- en geluidskunst. Wat vooral nieuw was aan de kunst van Walter Giers waren de elektronische componenten in zijn kunstvoorwerpen, die naast hun functionele taak, zoals het genereren van geluid en licht, ook vaak functioneerden als designelementen. In 1968 werd de radiosculptuur Mr. Brabbel gemaakt als het eerste interactieve object, waarbij de ontvanger reacties in het object veroorzaakte door de effecten van licht of geluid, wat het basisschema vormde voor een groot aantal andere werken.
Giers gebruikte ook andere media zoals video, laser en holografie in zijn objecten. Thema's in zijn werk waren onder meer de menselijke interactie met de omgeving (bijv. door het aan de kaak stellen van walvisvangstmethoden), conflicten in de mediasamenleving (lekkage in de journalistiek), psychische afwijkingen (geestesziekte) of omgaan met of misbruik van religies. Hij werkte meestal met ambivalentie en verborg de problemen achter een visueel aantrekkelijke façade van acrylglas, waarachter elektrische lampen ((bijvoorbeeld neonlichten), draden, geheugenchips, transistors, condensatoren, transformatoren en luidsprekers zijn ingebouwd. Ook maakte hij licht- of licht-klank-objecten zonder verhalend element, die worden gekenmerkt door wisselend kleurenspel, eventueel door achtergrondmuziek.
In Nederland waren in 1987 lichtwerken van Giers te zien in het expositiecentrum Aemstelle in Amstelveen op de tentoonstelling"Kunst geeft licht".
Voor Documenta 8 in 1987 ontwierp Giers een lichtinstallatie voor het dak van het paviljoen dat werd ontworpen door architect Stefan Wewerka.

## Werken in collecties (selectie)
De werken van Giers zijn te vinden in een groot aantal musea en collecties in Duitsland, waaronder het Zentrum für Kunst- und Medientechnologie (ZKM) en de Städtischen Galerie in Karlsruhe, het Instituut voor Buitenlandse Betrekkingen in Stuttgart (Bundessammlung), het Museum für Neue Kunst in Freiburg im Breisgau en het Ministerie van Wetenschap, Onderzoek en Kunst van Baden-Württemberg in Stuttgart.

## Tentoonstellingen (selectie)
- 1969 'Walter Giers. Schalt-Elemente-Objekte', Galerie Reckermann, Keulen
- 1975 'Walter Giers', The Electric Gallery, Toronto
- 1983 Walter Giers – elektronische objekten, Stedelijk Museum Amsterdam[3][4]
- 2018 'Walter Giers Electronic Art', Baden-Württemberg State Representation in Berlijn, i.s.m. ZKM[5]
- 2022 'Walter Giers. Electronic Art', ZKM, Karlsruhe[6]